# Sala Iconografia Antiga Paulista

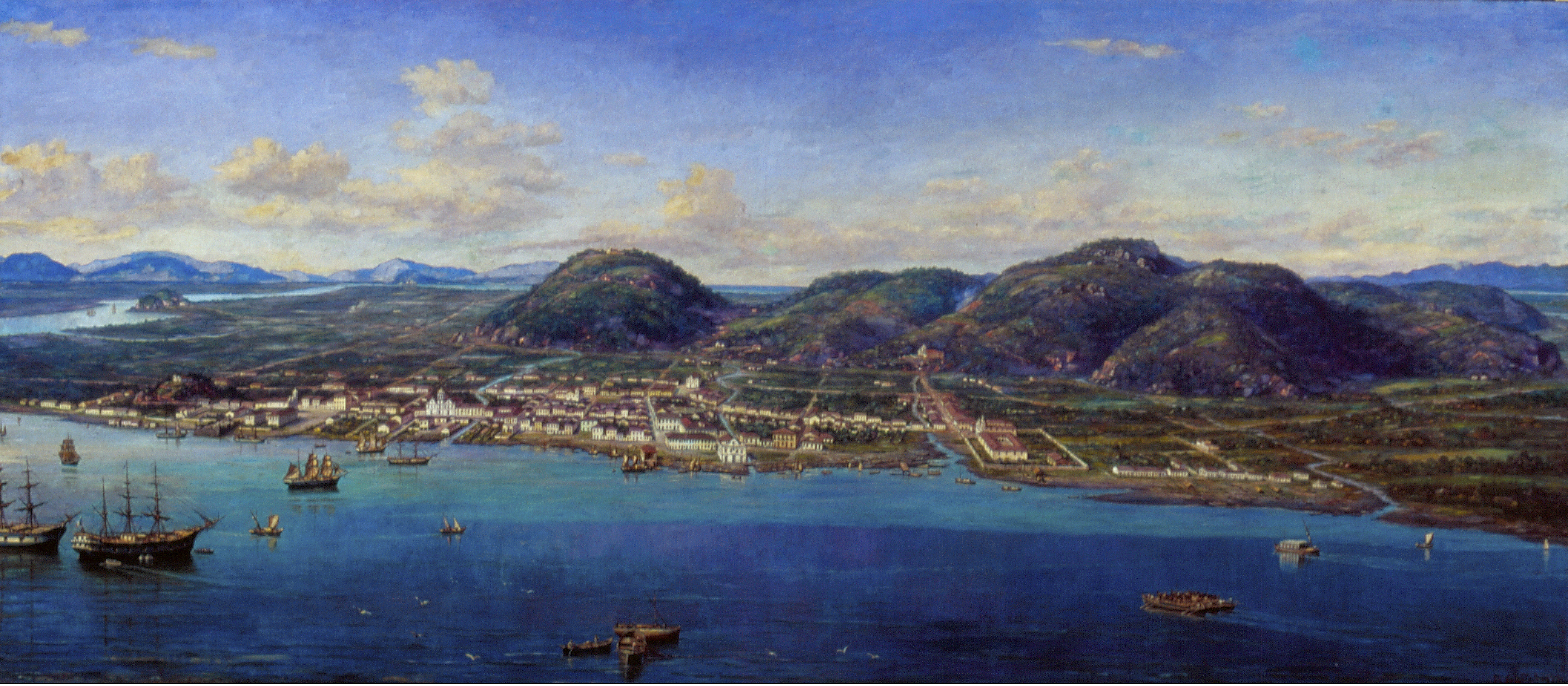
Panorama de Santos, 1822, de Benedito Calixto de Jesus

Sala Iconografia Antiga Paulista ou Sala A-13 é uma sala de exposição no Museu do Ipiranga, criada em 1922, e reúne pinturas, objetos e documentos iconográficos sobre os aspectos da vida na Província de São Paulo. O idealizador da sala foi Afonso d’Escragnolle Taunay, que a consagrou ao passado de Santos, às feiras de Sorocaba, às tropas e as cenas de estrada.
As obras presentes na sala são telas retratando o passado de Santos, em sua maioria de Benedito Calixto, cenas de estrada desenhadas por Hércules Florence e reproduzidas em tela por Henrique Távola, Franz Richter e Alfredo Norfini, outras reproduções sobre as tropas e feiras de Sorocaba e objetos como lanternas, candeeiros, lamparinas, castiçais, instrumentos de mineração de ouro etc.

## Lista de obras presentes na sala Iconografia Antiga Paulista
Segue uma lista de pinturas presentes na sala, citadas por Taunay no Guia da Secção Histórica do Museu Paulista, de 1937.
| Imagem | Nome da obra                                        | Artista                       | Data           | Materiais utilizados | Coleção                                             | Versão audível |
| ------ | --------------------------------------------------- | ----------------------------- | -------------- | -------------------- | --------------------------------------------------- | -------------- |
|        | Antigo Páteo da Cadeia de Santos, 1875              | Benedito Calixto              | 1921           | tinta a óleo         | Coleção Museu Paulista                              |                |
|        | Calçada de Lorena, 1826                             | Oscar Pereira da Silva        | 1920           | tinta a óleo         | Coleção Museu Paulista                              |                |
|        | Casas Velhas de Santos, 1826                        | José Wasth Rodrigues          | 1922           | tinta a óleo         | Coleção Museu Paulista                              |                |
|        | Cena do Porto de Santos, 1826                       | Adrien Henri Vital van Emelen | século XX      | tinta a óleo algodão | Coleção Fundo Museu Paulista Coleção Museu Paulista |                |
|        | Convento de Itanhaém, 1884                          | Benedito Calixto              | século XX      | tinta a óleo madeira | Coleção Fundo Museu Paulista Coleção Museu Paulista |                |
|        | Corte de Tropa - Feira de Sorocaba                  | Henrique Távola               | século XX      | tinta a óleo         | Coleção Museu Paulista Coleção Fundo Museu Paulista |                |
|        | Forte de São Thiago em Bertioga, 1732               | Alfredo Norfini               | década de 1920 | aquarela             | Coleção Museu Paulista                              |                |
|        | Hospital e Igreja da Misericórdia de Santos         | Benedito Calixto              | 1921           | tinta a óleo         | Coleção Museu Paulista                              |                |
|        | Moagem de Cana - Fazenda Cachoeira - Campinas, 1830 | Benedito Calixto              |                | tinta a óleo         | Coleção Museu Paulista                              |                |
|        | Panorama de Santos, 1822                            | Benedito Calixto              | 1922           | tinta a óleo         | Coleção Museu Paulista                              |                |
|        | Pelourinho e arsenal da Marinha em Santos, 1850     | Benedito Calixto              | 1925           | tinta a óleo         | Coleção Museu Paulista                              |                |
|        | Pouso de Tropeiros, 1826                            | Franta Richter                | século XX      | tinta a óleo         | Coleção Museu Paulista Coleção Fundo Museu Paulista |                |
|        | Páteo Interno da cadeia de Santos, 1854             | Benedito Calixto              |                | tinta a óleo         | Coleção Museu Paulista                              |                |
|        | Rodeios de tropa - Sorocaba, 1832                   | Franta Richter                | século XX      | tinta a óleo         | Coleção Museu Paulista Coleção Fundo Museu Paulista |                |
|        | Vista de Cubatão, 1826                              | Benedito Calixto              | 1922           | tinta a óleo         | Coleção Museu Paulista                              |                |